# محمد هاشم التتوي
شيخ الإسلام المخدوم محمد هاشم بن عبد الغفور بن عبد الرحمن التتوي السندي من العلماء البارزين والأدباء البارعين، كان معروفا في الحديث، والتفسير، التاريخ، والسيرة، والشعر والأدب، أصله من السند ولكن طار صيته في العالم كله فريدا في مجالاته. كان أحد أوائل المترجمين للقرآن في اللغة السندية.
ألف الكتب في اللغة العربية والفارسية والسندية، كتب كتبا كثيرة في القرآن والتفسير والحديث والفقه والعقائد وأركان الإسلام وغيرها من الموضوعات التي تتعلق بالإسلام خاصةً، تقدر مؤلفاته من نحو خمسين ومائة إلى ثلث مائة قريبًا، بعض كتبه القيمة يدرس في الجامعة الأزهر في مقررات دراساتها، ولّاه قاضي القضاة غلام شاه حاكم كلهورا على مدينة تتا في عهدہ، أنه أرسل المكتوبات إلى الحاكم لإنهاء البدع والرسوم وأصدر المامورات، دخل كثير من الناس في الإسلام بعد ما سمعوا مواعيظه وخطباته ودروسه. قد توجد كثير من مخطوطاته في مختلف المكتبات من الهند والسعودية وتركيا وباكستان وبريطانيا وأوروبا، ولا سيماً لم تزل توجد في السند وخارج الباكستان حتى الآن.

## اسمه ونسبه
هو محمد هاشم بن عبد الغفور بن عبد الرحمن بن عبد اللطيف بن عبد الرحمن بن خير الدين الحارثي السندي البتورائي، ثم البهرامفوري، ثم التتوي.
البهرام فوري: نسبة إلى «بهرام فور» (أو بهرام بور) وهي قرية من قرى مديرية تته. والتتوي: نسبة إلى مدينة معروفة بالسند «تته».

## مولده
ولد المخدوم محمد هاشم التتوي في ليلة الخميس في اليوم 10 من شهر ربيع الأول عام 1104 هـ الموافق 19 نوفمبر عام 1692م في بتورة (قرية من مضافات مدينة تتا) في بيت المخدوم عبد الغفور التتوي.

## الخلفية العائلية
والد محمد هاشم المخدوم عبد الغفور التتوي أيضاً كان عالما كبيرا، كان يسكن في سيهون، بعد ذلك إنتقل إلى منطقة تتا بتورة واستقر هنا، كان المخدوم محمد هاشم من أصل بنهور، نسبه ينتهي إلى بنو هاشم (الحارث بن عبد المطلب)، أولاً جاء رجال من قبيلته إلى السند للجهاد مع محمد بن القاسم الثقفي في القرن الأول، بعد ذلك أقام بعضهم هنا لنشر الإسلام و تبليغ تعاليمه، فينتمي إليهم نسب محمد هاشم و أجدادہ.

## نشأته وطلبه للعلم
نشأ محمد هاشم السندي منذ نعومة أطفاره في جو علمي، إذ تَرَبَّى في حجر والده العالم الفاضل عبد الغفور السندي، وهكذا ترعرع في أسرة الفضل والعلم والدين.
بدأ محمد هاشم السندي في طلب العلم، على أبية الشيخ عبد الغفور السندي الذي كان كبار العلماء، فحفظ القرآن على يده، وتلقى عنه مبادئ اللغة الفارسية والعربية، والفقه وغيرها.
ثم ارتحل لطلب العلم إلى مدينة تته التي كانت عاصمة للبلاد، ومركزًا للعلم والفضل ومجمعًا لأعيان، فتلمذ على يد كثير من العلماء الأعيان فيها وخارجها.

## الدرس والتدريس

### تأسيس دار العلوم الهاشمية
كان المخدوم محمد هاشم التتوي بعد تحصيل العلوم ساكنا في قريب بتوره في بهرام فور، وبدا يعظ ويخطب في أهلها لإشاعهدة الإسلام ونشر تعال تعاليمه، ولكن الناس منها لم يبالوا بمواعيظه وخطبه، لذلك غادر من بهرام فور إلى مدينة تته مغاضبا لهم وأسس مدرسة «دار العلوم هاشمية» قريبا من جامع خسرو، وقام هنا بنشر الإسلام وترويج تعاليمه بالدروس والتصانيف والمؤلفات، ولم يزل يشتغل في ذلك.

### المسجد الهاشمي
كان المسجد الهاشمي واقعا في حي المخدوم محمد هاشم، إنه كتب في ذلك المسجد كثيرا من كتبه القيمة، وفي ذلك المسجد كتب الرسائل إلى حكام السند دعوة للإسلام، وفي ذلك المسجد أفتى على مسائل كثيرة، كان المغضوب يتعود أن يدرس الحديث في ثلث النهار، وبعد المخدوم الموصوف تولى درسه ومسنده إبنه عبد اللطيف، كذلك يقوم بالوعظ والموعظة، هذا المسجد ما زال عامرا إلى عهد تالفورو.

### جامع خسرو
يسمى جامع خسرو مسجد دابغران، لأن هذا المسجد تقع في حي دابغران، هذا مسجد آخر يعظ فيه المخدوم محمد هاشم في صباح كل الجمعة، وبعد المخدوم الموصوف قام بهذه السلسلة ابنه يا عبد اللطيف التتوي، والآن ليس موجودا هذا الحي وليس سكانها موجودين، لأنه هذا المسجد خرب وصار غير عامر.

## شيوخه
اولًا: مشايخه من السند:
- عبد الغفور التتوي السندي
- محمد سعيد التتوي
- ضياء الدين التتوي

ثانيًا: مشايخه من الحرمين الشريفين:
- عبد القادر بن أبي بكر الصديقي المكي الحنفي
- عبد بن علي النمرسي المصري الأزهري الشافعي
- محمد بن إبراهيم الكردي الكوراني المدني الشافعي
- محمد بن عبد الله المغربي المالكي
- علي بن عبد المالك الدراوي المغربي المدني

ثالثًا: شيوخه في الطريقة والتصوف:
- أبي القاسم النقشبندي التتوي
- السيد سعد الله بن غلام محمد السلوني

## تلاميذه
- شهمير شاه المتياروي السندي
- أبو الجمال محمد صالح الجيلاني السندي
- عبد الرحمن بن محمد هاشم السندي (ابنه الكبير)
- عبد الحفيظ بن درويش العجيمي المكي
- عبد اللطيف بن محمد هاشم السندي (ابنه الصغير)
- عزت الله كيريو جوتياروي السندي
- أبو الحسن السندي الصغير
- فقير الله العلوي الأفغاني ثم السندي
- مشيدنو النصرفوري السندي
- محمد مراد بن محمد يعقوب السندي الأنصاري

وغير هؤلاء هناك أسماء كثيرة من العلماء الأجلاء الذين أخذوا عنه.

## تولي القضاء
كان المخدوم محمد هاشم أصدر الحكم من حاكم السند غلام شاه كلهورا على إنهاء البدع والرسوم والأعمال المضادة للإسلام، بعد إصدار ذالك الحكم انتهت البدع والرسوم والأعمال القبيحة كمجيء النساء على المقابر إلى حد كبير، لذلك بعض الناس حاولوا وتأمروا عليه عند الحاكم على المخدوم الموصوف ولكن صارت النتيجة على عكس ذلك وتحولت على ذلك المؤامرين، وولي الحاكم غلام شاه المخدوم قاضي القضاة على تته، هكذا أصدر الحكم لولاء القضاة إليه وأمات مؤامرة المخالفين.

## رحلاته العلمية
حينما تنظر في حياة محمد هاشم السندي، ترى أنه كان له ثلاث رحلات علمية:
الأولى
كانت من بلدة «بتورة» إلى مدينة العلماء والأعيان «تته» لطلب العلم.
الثانية
كانت من «تته» إلى الحجاز. وهذه الرحلة لها أهمية وأثر على حياة محمد هاشم، حيث التقى في هذه الرحلة مع علماء مكة والمدينة واستفاد منهم.
وكانت في تلك الرحلة من أعيان المحدثين آنذاك أمثال: الشيخ المحدث المفتي عبد القادر المكي الحنفي، والمحدث محمد بن عبد الله المغربي الفاسي، والشيخ أبي طاهر الكوراني من العلماء الأجلاء. وآنت هذه الرحلة ثمارها العلمية، حيث ألف الشيخ ثبته الشهير: «إتحاف الأكابر بمرويات الشيخ عبد القادر».
وكان خروج محمد هاشم من تته لأداء الحج سنة 1135 هـ/1723م ووروده في المدينة المنورة يوم 12 رجب سنة 1136 هـ/1724م.
الثالثة
كانت من «تته» إلى مدينة «سورت» بالهند. وهذه الرحلة۔ أيضًا۔ كانت لطلب العلم وتزكية النفس، حيث جاء ليأخذ الطريقة القادرية والإجازة في الحديث عن المحدث الإمام السيد سعد الله السلوني.
ولم نعرف تحديدًا تاريخ قدومة بمدينة «سورت» ولکنه رجع إلى «تته» منها سنة 1137 هـ/1724م، يعدما ليس الخرقة الصوفية من الشيخ سعد الله القادري.
وهناك رحلات أخرى، ولكنها كانت للدعوة والإرشاد في ربوع بلاد السند، واستمرات إلى وفاته.

## فضله وثناء العلماء عليه
- قال مؤرخ السند مير علي شير قانع التتوي: «كان المخدوم محمد هاشم بن عبد الغفور السندي من أشهر العلماء في عصره، وفاق أكثرهم في السعادة والنسق، وكان رئيس العلماء في عصره، وتشرف في زمنه بالإسلام مئات من الذميين».[20]
- مدحه الشيخ المحدث محمد حياة السندي المدني بقوله: «العلامة، ملجأ الورى للفتوى، المتحلي بالورع التقوى الشيخ محمد هاشم السندي الحنفي».[21]
- وقال حفيده محمد إبراهيم بن عبد اللطيف التتوي السندي: «وقد كان هائزًا للصحاح الست والمسندات وكتب الأطراف والطبقات وعلوم معرفة الرجال، وله تصانيف عظيمة في تلك العلوم، منها أطراف البخاري».[22][23]
- وقال العلامة الفقيه الأصولي عبد الواحد بن عبد الرحمن السندي السيوستاني في رسالته «البراهين الغر في منع بيع الحر»: «وقد حرر في ذلك العلامة الفهامة سيد السند، الفاضل التتوي تغمده الله بغفرانه وأسكنه بحبوحة جنانه».[23]

## كتبه ومصنفاته
كان المخدوم محمد هاشم التتوي عالماٌ وباحثًا كبيرًا ومؤلفًا لكتب كثيرة في كثير من الوضوعات. قام بكتابة وتأليف حوالي 300 كتاب في الفقه وأسماء الرجال والقواعد والتعليق والقرآن والسيرة النبيوية وعلم العروض وأركان الإسلام والحديث والعديد من الموضوعات الإسلامية الأخرى باللغة العربية والفارسية والسندية. لا يمكن إحصاء جميع الؤلفات للمخدوم محمد هاشم، ولكن بعض من تلك الكتب التي تتؤفر هي بالتفصيل:

### العربية
- مظهر الأنوار
- وسيلة القبول في حضرة الرسول
- فاكهة البستان
- شد النطاق فيما يلحق من الطلاق
- جنة النعيم في فضائل القرآن الكريم
- معيار النقاد في تمييز المغشوش عن الجياد
- كشف الرين عن مسئلة رفع اليدين
- تحفة القاري بجمع المقاري
- القول الأنور في حكم لبس الأحمر
- بذل القوة في حوادث سني النبوة
- التحفة المرغوبة في أفضلية الدعاء بعد المكتوبة
- تنقيح الكلام في النهي عن قرأة الفاتحة خلف الإمام
- فرائض الإسلام
- الوصية الهاشمية
- بياض هاشمي
- الحجة القوية في الرد على من قدح في الحافظ ابن تيمية

### الفارسية
- حياة الصائمين
- حياة القلوب في زيارة المحبوب
- فتح الکلام في کيفية إسقاط الصلواة والصيام
- رشف الزلال في تحقيق في الزوال
- فتح القوي في نسب النبي
- زاد السفينة لسالکي المدينة
- تحفة الإخوان في منع شرب الدخان
- فيض الغني في تقدير صاع النبي
- جمع اليواقيت في تحقيق المواقيت
- تحفة السالکين إلى جناب الأمين
- تحفة المسلمين في تقدير مهور أمهات المؤمنين
- إصلاح مقدمة الصلواة فارسي
- نتيجة الفكر في تحقيق صدقة الفطر
- حديقة الصفاء في أسماء المصطفى
- وسيلة الفقير في شرح أسماء الرسول البشير
- فضائل نماز و دعا عاشوره
- حاشية شيخ الإسلام برسراجي

### السندية
- تحفة التائبين
- عقائد الإسلام
- قوت العاشقين
- قصيدة يا سالڪا
- زاد الفقير
- سايه نامه
- بناء الإسلام
- تفسير هاشمي
- إصلاح مقدمة الصلواة سنڌي
- تنبيھ نامون

## وفاته
عاش الإمام المحدث الفقيه محمد هاشم السندي التتوي سبعين سنة، ملازمًا للجمع والتصنيف والتأليف والتدريس، إلى أن توفي يوم الخميس السادس من رجب سنة 1174 هـ الموافق 11 فبراير 1761م. ودفن بمقابر مكلي تته.